# Technomyrmex albipes
Technomyrmex albipes é uma espécie de formiga do gênero Technomyrmex.